# ريكوبا سودأمريكانا 2022
ريكوبا سودأمريكانا 2021 هي النسخة الـ29 من ريكوبا سودأمريكانا، وهي مسابقة كرة قدم ينظمها كونميبول تجمع بين أبطال أقوى بطولتين كروتين للأندية في أمريكا الجنوبية، وهما كوبا ليبرتادوريس وكوبا سود أمريكانا.
أقيمت المنافسة بنظام الذهاب والإياب بين بالميراس البرازيلي بطل كوبا ليبرتادوريس 2020، وديفنسا خوستيكا الأرجنتيني بطل كوبا سود أمريكانا 2020. استضاف ديفنسا خوستيكا مباراة الذهاب يوم 7 أبريل 2021، بينما استضاف بالميراس مباراة الإياب يوم 14 أبريل 2021.
كان من المقرر إقامة المبارتين يومي 10 فبراير 2021 و 3 مارس 2021، ولكن تم تأجليهما بسبب مشاركة بالميراس في كأس العالم للأندية 2020.
حقق ديفنسا خوستيكا البطولة للمرة الأولى في تاريخه بعد فوزه بركلات الجزاء الترجيحية 4–3.